# Mario López Estrada
Mario David López Estrada (Sololá, 21 de marzo de 1938-Guatemala, 20 de marzo de 2023) fue un magnate, empresario e ingeniero civil guatemalteco que durante varios años fue dueño mayoritario de la empresa Tigo Guatemala. Anteriormente fue Ministro de Comunicaciones, entre los años 1987 y 1991, durante el gobierno de Vinicio Cerezo.
Fue nieto del expresidente Manuel Estrada Cabrera.

## Biografía
Nació en Sololá en 1938, era hijo de Juan López Reyes y María Joaquina Estrada Porras, quién era hija de Manuel Estrada Cabrera un político que gobernó Guatemala entre 1898 a 1920.
Estudió Ingeniería Civil en la Universidad de San Carlos de Guatemala y trabajó en la construcción, proyectos de desarrollo de bienes inmuebles, construcción de carreteras, construcción urbana, oficinas, centros comerciales, negocios de telecomunicaciones y proyectos de energía renovable. Como él mismo decía en entrevistas con los medios de comunicación, su vida profesional comenzó cuando entró a trabajar como empleado público en la Municipalidad de Guatemala y en el Gobierno Central.
Posteriormente, se convirtió en un empresario en el negocio de la construcción, logrando su primer proyecto a través de una hipoteca a largo plazo. Más tarde se dedicó a la construcción de carreteras en toda Guatemala cuando fundó  la empresa individual de nombre comercial Constructora Maya en el año de 1972. Debido a los duros competidores, decidió explorar nuevos horizontes. Así comenzó el negocio de la construcción, desarrollando proyectos de vivienda.

### Función como ministro
Incursionó brevemente a la política cuando se desempeñó como Ministro de Comunicaciones, Transporte y Obras Públicas, durante el gobierno de Vinicio Cerezo Arévalo, cargo que ejerció desde 1987 hasta 1991.

### Empresario de Telecomunicaciones
Incursionó en el negocio de la telecomunicaciones en el año de 1993, cuando adquirió acciones de la empresa Comunicaciones Celulares, S.A., y luego de más de 25 años de arduo trabajo logró colocar a la empresa Tigo Guatemala (antes Comcel), como la empresa de telecomunicaciones número uno en el país; además fue fundador de la Fundación Tigo, que se dedica a prestar ayuda a los niños del país y en la construcción de viviendas en áreas de escasos recursos. Como parte del crecimiento de su empresa logró la mayor fortuna personal en Centroamérica.
Después fundó el Grupo Onyx, del cual fue su presidente, que es un consorcio de empresas guatemaltecas con operaciones en industrias como desarrollo inmobiliario, distribución de productos de consumo masivo, servicios médicos, contact centers, telecomunicaciones y energía.
Mario López Estrada fue nombrado por la revista Forbes como el hombre más rico de Centroamérica, convirtiéndose en el primer multimillonario de Guatemala y de toda Centroamérica. La noticia se replicó en medios locales e internacionales.
En 2017, la revista Forbes le otorgó un reconocimiento en un evento realizado en la ciudad de Guatemala.
En el año 2021 vendió parte de la empresa Tigo Guatemala a Millicom, que adquirió el 45% que le faltaba de la empresa para adquirirla de forma total.
En Paraguay era dueño de Paseo La Galería y Plaza Madero, dos centros comerciales que según sus palabras «la inversión más grande» que hizo fuera de Guatemala.

### Fallecimiento
El 20 de marzo de 2023, el grupo Onyx anunció que el magnate había fallecido ese día, justamente un día antes de su cumpleaños. Según indicaron falleció por causas naturales.